# Evolutionismus
Als Evolutionismus wird eine theoretische Ausrichtung in der Ethnologie und benachbarten Sozialwissenschaften bezeichnet, die verschiedene Entwicklungsstufen menschlicher Gesellschaften mit einer Höherentwicklung annimmt. Diese theoretische Perspektive wurde einer tiefgreifenden Ideologiekritik unterzogen, wird heute jedoch als Neoevolutionismus modifiziert weiter beibehalten.
Davon abweichend steht der Begriff Methodologischer Evolutionismus, der eine bestimmte Richtung einer Verallgemeinerung der Darwinschen Evolutionstheorie bezeichnet.

## Vertreter des Evolutionismus
Ab der Mitte des 19. Jahrhunderts wurden in der Folge von Charles Darwins Evolutionstheorie, die als universelles Modell auch für die Sozial- und Geisteswissenschaften veranschlagt wurde, eine Vielzahl kulturhistorischer Stufenmodelle veröffentlicht, mit denen der Anstieg der menschlichen Entwicklung illustriert werden sollte. Wichtigste Vertreter waren Johann Bachofen (1825–1887), Lewis Henry Morgan (1818–1881), John Ferguson McLennan (1827–1881), Edward Burnett Tylor (1832–1917), James George Frazer (1854–1941), Friedrich Engels (1820–1895) und Herbert Spencer (1820–1903). Im 20. Jahrhundert entwickelten sich, die Kritik am Evolutionismus verarbeitend, die Nachfolger Neoevolutionismus und multilineare Evolution.

## Grundannahmen und wissenschaftsgeschichtliche Einordnung
Geprägt durch die schottische und französische Aufklärung und die Industrialisierung wurde angenommen, dass die Menschheit verschiedene Entwicklungsstufen vom „Einfachen“ zum „Komplexen / Fortschrittlichen“ durchlaufe. Diese Entwicklungsstufen seien zu allen Zeiten und bei allen Gesellschaften stets dieselben, ihnen liege eine quasi naturgesetzliche Regelhaftigkeit zugrunde, die monokausal als Ursache des behaupteten unilinearen Fortschritts. Die industrialisierte westlich-christliche Kultur mit ihren damals so genannten „Kulturvölkern“ wurde auf die höchste Stufe gestellt. Ausgehend von den ihnen gegenüber stehenden so genannten „Naturvölkern“ mit ihren „Naturreligionen“ müsste die Entwicklung – dem Gedanken der klassischen Evolutionisten folgend – bis zur Stufe der „Zivilisation“ fortschreiten.
Das geologische Modell des Charles Lyell (1797–1875) lieferte ebenfalls eine wichtige Voraussetzung. Mit diesem Modell war es möglich, die Funde urzeitlicher Steinwerkzeuge, die Jacques Boucher de Perthes 1847 im heutigen Frankreich gefunden hatte, zeitlich einzuordnen. Dies wurde mithilfe eines geologischen Schichtenmodells möglich. Die Werkzeugfunde mussten in etwa so alt sein wie die Gesteinsschicht, in der sie gefunden wurden.
Zwei Schlüsse folgten hieraus. Zum einen war die Erde und die Menschheit weit älter, als die biblischen Zeitvorstellungen der Schöpfung es zuließen. Zum anderen wurde die vergleichende Methode der Geologen für die Untersuchung von Kulturen übernommen. Aus der Beobachtung gegenwärtiger Phänomene wurden Rückschlüsse auf vergangene Entwicklungsphasen der Menschheit gezogen.
Außerdem erlauben die Annahmen des Evolutionismus eine Erklärung kultureller Übereinstimmungen bei unterschiedlichen Völkern durch einen Vorgang, der der konvergenten Evolution in der Biologie entspricht. Unter gleichen oder ähnlichen Umweltbedingungen entwickeln Völker demnach auch ohne engen direkten Kontakt ähnliche kulturelle Erscheinungen.
Aus dem Evolutionismus ging u. a. der Sozialdarwinismus hervor, dessen Vertreter die „Ergebnisse“ der Evolution des menschlichen Erbgutes bewerteten und die häufig für eine aktive Beeinflussung des vermeintlich „richtigen“ Entwicklungsprozesses eintraten.

## Methodologie
Die vergleichende Methode beruht auf der Klassifikation ähnlicher ethnographischer Merkmale. Einzelne kulturelle und soziale Phänomene werden isoliert und aufgrund ihrer Ähnlichkeiten klassifiziert (Kritik). Das Klassifikationsschema wird als Stufenmodell einer Entwicklung aufgefasst.
Grundlage dieser frühen evolutionistischen Theorien bildet die dreiteilige Periodisierung des Adam Ferguson (1723–1816) in die Entwicklungsstufen „Wildheit“, „Barbarei“ und „Zivilisation“ (vgl. soziologische Modernisierungstheorien, die in diesem Nimbus geschrieben sind).
Darüber hinaus entwickelte der Evolutionismus den Begriff des „Überlebsels“ („survivals“), der überdauerte Kulturreste bezeichnet und von dem man glaubte, von ihm aus Rückschlüsse auf vergangene Zeiten ziehen zu können.

## Kritik
- Der Evolutionismus interpretiert das Nebeneinander verschiedener Kulturen auf der Welt systematisch als ein Hintereinander: Fremde, angeblich primitive Kulturen werden mit vergangenen Formen der eigenen Gesellschaft identifiziert. Dies mündet verbreitet in die Metapher einer „Kindheitsstufe“ der menschlichen Entwicklung, aus der das Recht, ja sogar die Pflicht gefolgert wird, die vermeintlich Wilden zu erziehen, das heißt, sie zu bessern, zu zivilisieren und zu missionieren, und im Falle von Widerstand nötigenfalls Gewalt anzuwenden, wie das in der Kindererziehung bis ins letzte Jahrhundert hinein üblich war. Insofern ist der Evolutionismus eine Legitimation für Kolonialismus und die damit verbundene Gewaltausübung.[4]
- Dem Evolutionismus wurde und wird Ethnozentrismus und Eurozentrismus vorgeworfen und das Aufzwingen des eigenen europäischen Weltbildes aus der Überzeugung oder dem Rechtfertigungsbedürfnis heraus, man müsste den „Wilden“ helfen, sich von ihrer untersten Entwicklungsstufe fortzuentwickeln. Als methodisches Gegenkonzept gilt der Kulturrelativismus.[5]
- Ein weiterer Vorwurf lautet, empirisches Material sei von Evolutionisten häufig selektiv verwendet worden, so dass abweichendes empirisches Material bei der schnellen Theoretisierung und Generalisierung vernachlässigt wurde.
- Des Weiteren wird kritisiert, dass Evolutionisten diffusionistische Prozesse, d. h. die Übernahme bestimmter kultureller Elemente aus anderen Gruppen, vernachlässigt hätten.

## Ein Beispiel: Die Evolutionstheorien des Lewis Henry Morgan
Lewis Henry Morgan (1818–1881) fiel im 19. Jahrhundert bei der Untersuchung des Verwandtschaftssystems der Irokesen eine Besonderheit auf. Er stellte fest, dass die Irokesen denselben Begriff für mehrere Verwandte benutzten. Die Schwester wird in diesem Verwandtschaftssystem mit demselben Verwandtschaftsterminus wie die Tochter des Bruders des Vaters und die Tochter der Schwester der Mutter angeredet. Die Tochter des Bruders der Mutter bzw. die Tochter der Schwester des Vaters erhielten jedoch einen anderen Verwandtschaftsterminus (selbiges gilt für den Bruder, der dieselbe Bezeichnung wie Vaters-Bruders-Sohn und Mutters-Schwesters-Sohn erhält).
Dasselbe System fand Morgan später bei den Ojibwa (eine Gruppe amerikanischer Indigener, die in den nördlichen USA und Kanada leben) und später bei den Tamilen in Südindien. Morgan nahm – geprägt vom seinerzeitigen Status quo der Wissenschaft – an, dass diese Parallelen Beweis für eine gemeinsame Abstammungsgeschichte seien. Das Verwandtschaftssystem der Irokesen sollte so einer bestimmten Entwicklungsstufe entsprechen, die jede Gesellschaft einmal durchlaufen habe. Das westliche Familienmodell einer monogamen Familie bilde den Endpunkt dieser Entwicklung.
Aufbauend auf diesen Untersuchungen entwickelte Morgan eine Evolutionsgeschichte der Familie. Auf unterster Stufe sah Morgan ein Stadium ursprünglicher Promiskuität. Die Folgen von Inzest hätten schließlich zu einem Verbot der Schwesternheirat geführt. So sei eine Klan-Exogamie entstanden, bei der die Ehefrauen aus einer anderen Gruppe ausgewählt wurden. Über Zwischenstufen führe diese Entwicklung zunächst zu einer patriarchalen Familie und schließlich zu der obersten Entwicklungsstufe, der monogamen Familie.
Für die Evolution der Menschheitsentwicklung entwickelte Morgan ein siebenstufiges Evolutionsschema. Den Übergang zur nächsthöheren Stufe markierten jeweils „revolutionäre Neuerungen“. Diese technischen Entwicklungen waren
- die Feuernutzung und eine maritime Ernährung, (abgegrenzt zur Ernährung mit Früchten und Nüssen der ersten, vorausgehenden Sufe der Wildheit)
- Pfeil und Bogen,
- die Töpferei, (die den Beginn der Barbarei markiert)
- die Domestikation von Tieren in der „östlichen Hemisphäre“ und die Pflanzenkultivierung, sowie die Nutzung von Lehmziegeln und Stein zum Hausbau in der „westlichen Hemisphäre“,
- die Bearbeitung von Eisen,
- die Erfindung eines phonetischen Alphabets und die Nutzung der Schrift in Literatur (was den Beginn der Stufe der Zivilisation markieren würde).[6]

Die Schriften Morgans wurden zu seiner Zeit breit aufgenommen. Beispielsweise beriefen sich Karl Marx und Friedrich Engels in ihren Werken zum Historischen Materialismus explizit auf Morgan. Von Morgans evolutionistischer Abfolge Wildheit – Barbarei – Zivilisation ausgehend leitete Engels die Stufengliederung Stammesgesellschaft – Sklavenhaltergesellschaft – Feudale bzw. kapitalistische Gesellschaft ab.
Aus heutiger Sicht sind die theoretischen Aussagen Morgans nicht haltbar. Insbesondere die Bindung von Entwicklungsstufen an ganz spezifische technologische Errungenschaften ist kritisiert worden (siehe auch Kritik).